# San Vicente del Raspeig
San Vicente del Raspeig (spanisch) oder Sant Vicent del Raspeig (valencianisch) (beide Namen sind offiziell) ist eine Stadt im Südosten Spaniens in der Provinz Alicante in der Autonomen Gemeinschaft Comunidad Valenciana.

## Geschichte
Der Ortsname bezieht sich auf Vinzenz Ferrer, der aus einer valenzianischen Familie stammt und von der katholischen Kirche als Heiliger verehrt wird.
Der Ort entstand als selbständige Gemeinde 1836, als er sich von der Stadt Alicante trennte.
1900 hatte der Ort nur 4.041 Einwohner, wuchs jedoch aufgrund der Nähe zu Alicante. Mit der Gründung der Universität Alicante im Jahr 1979, die ihren Sitz in San Vicente hat, stieg die Bevölkerungszahl sprunghaft an (1970: 16.518 Einwohner, 1981: 23.569, 1991: 30.119).

## Lage und Verkehr
Die Stadt liegt nur etwa sieben Kilometer nördlich von Alicante und ist von dort gut per Bus und Auto erreichbar. Eine Linie der Stadtbahn Alicante nach San Vicente ist seit Herbst 2011 fertiggestellt und ging im September 2013 in Betrieb. Ferner bestehen Anschlüsse an die Cercanías Murcia/Alicante. Die Stadt liegt in der Metropolregion Alicante-Elche.

## Persönlichkeiten
- Alejandro Martínez Chorro (* 1998), Bahnradsportler

## Städtepartnerschaften
- San Vicente del Raspeig unterhält eine Städtepartnerschaft mit der französischen Gemeinde L’Isle-d’Abeau.